# Are You Gonna Be My Girl
«Are You Gonna Be My Girl» —en español: «¿Vas a ser mi chica?»— es una canción de la banda australiana de rock Jet, incluida en su primer álbum de estudio, Get Born, de 2003. La canción fue lanzada como el primer sencillo del álbum el 25 de agosto de 2003, en Australia y en el Reino Unido, siendo relanzada el 24 de mayo de 2004 en Estados Unidos. Compuesta por Nic Cester y Cameron Muncey, "Are You Gonna Be My Girl" es comparada con "Lust for Life", de Iggy Pop (en particular por su patrón de ritmo y el casi idéntico riff de guitarra). La banda, de todos modos, defiende que "Are You Gonna Be My Girl" tiene más en común con canciones Motown de los años 60, como por ejemplo "I'm Ready For Love" de Martha and the Vandellas o "You Can't Hurry Love" de The Supremes. El tema alcanzó el puesto 29 en el Billboard Hot 100, convirtiéndola en su primer Top 40 y en su sencillo de mayor éxito. También llegó al 3 en el Modern Rock Tracks y al número 7 del Mainstream Rock Tracks. Aunque no alcanzó el 1, como su siguiente éxito "Cold Hard Bitch", "Are You Gonna Be My Girl" permaneció durante más tiempo en las listas y ha resultado ser su canción más exitosa, así como su canción insignia.
En 2007, los compositores de la canción, Nic Cester y Cameron Muncey, recibieron el premio por "Mejor trabajo australiano destacado en el extranjero" otorgado por la Australasian Performing Right Association.
Chris Cester contestó a la debacle en los medios, asegurando en una entrevista para Jared Story que el beat fue tomado del Motown, refiriéndose a un encuentro entre él e Iggy Pop:
"Es gracioso, porque cuando le pregunté a quemarropa sobre el tema, me dijo que estaba loco. Iggy dijo que cuando él y David Bowie esteban escribiendo "Lust for Life", ellos estaban copiando el beat del Motown. Tiene gracia porque cuando me lo dijo yo pensé que lo estábamos calcando más que en "Lust for Life". Para serte honesto, me molestó un poco, porque siempre pensé que era un poco vago. La gente lo dice porque "Lust for Life" es mucho más conocida, pero si escuchas un tema como "You Can't Hurry Love" (de The Supremes) creo que la encontrarás más parecida a "Are You Gonna Be My Girl" de lo que "Lust for Life" nunca lo fue. Y eso es lo que Iggy dijo también."
La canción aparece en la banda sonora de la teleserie chilena de Canal 13 Soltera otra vez y en los créditos finales de la versión chilena del programa Next.

## Video musical
El video musical fue rodado en blanco y negro, y muestra a los músicos de la banda tocando en un estudio completamente blanco. Mientras tocan, charcos de tinta negra van saliendo de su equipo para formar un paisaje parecido a la portada de su álbum Get Born y la del álbum de The Beatles Revolver. El video fue filmado en Vinopolis, Londres. En el video, Cameron Muncey Cameron viste una camiseta de AC/DC.

## Lista de canciones

### Versiones de Australia
- iTunes EP

1. «Are You Gonna Be My Girl»
2. «Last Chance»
3. «Hey Kids»
4. «You Were Right»

### Versiones de Estados Unidos
- iTunes EP

1. «Are You Gonna Be My Girl» (UK Acoustic Version)
2. «Thats Alright Mama»
3. «Cigarettes and Cola»
4. «You Were Right»
5. «Are You Gonna Be My Girl»

## Posicionamiento en listas y certificaciones
| País           | Lista (2003-2004)       | Mejor posición |
| -------------- | ----------------------- | -------------- |
| Alemania       | Media Control AG        | 49             |
| Australia      | ARIA Charts             | 20             |
| Escocia        | Scottish Singles Chart  | 13             |
| Estados Unidos | Billboard Hot 100       | 29             |
| Estados Unidos | Modern Rock Tracks      | 3              |
| Estados Unidos | Mainstream Rock Tracks  | 7              |
| Estados Unidos | Adult Alternative Songs | 5              |
| Estados Unidos | Top 40 Mainstream       | 16             |
| Estados Unidos | Top 40 Tracks           | 22             |
| Estados Unidos | Adult Top 40            | 16             |
| Irlanda        | Irish Singles Chart     | 18             |
| Nueva Zelanda  | NZ Top 40 Singles Chart | 17             |
| Países Bajos   | Dutch Top 40            | 21             |
| Reino Unido    | UK Singles Chart        | 16             |
| Reino Unido    | UK Rock Chart           | 2              |

| Lista (2013)   | Mejor posición |
| -------------- | -------------- |
| Francia (SNEP) | 168            |

| Lista (2023)            | Mejor posición |
| ----------------------- | -------------- |
| Hungría (Single Top 40) | 40             |

| País           | Organismo certificador | Certificación | Ventas  | Ref.   |
| -------------- | ---------------------- | ------------- | ------- | ------ |
| Australia      | ARIA                   | Oro           | 35 000  | [ 20 ] |
| Estados Unidos | RIAA                   | Oro           | 500 000 | [ 21 ] |
| Reino Unido    | BPI                    | 2× Platino    | 600 000 | [ 22 ] |